# Tia Hellebaut
Tia Hellebaut (Anversa, 16 febbraio 1978) è un'ex altista e multiplista belga.
Detiene i record nazionali del Belgio nel pentathlon indoor e nel salto in alto, sia indoor che outdoor.
È una delle pochissime atlete che utilizza occhiali da vista durante le competizioni.

## Carriera
Iniziò la sua carriera come eptatleta ma in seguito si è specializzata nel salto in alto. Agli inizi gareggiava per il gruppo sportivo Atletik Vlaanderen (dal 2001 all'ottobre 2005), nel novembre 2006 è passata al gruppo sportivo Atletica 84, dove viene allenata dal partner Wim Vandeven.
Si è classificata prima nelle gare di salto in alto dei Campionati europei di atletica leggera 2006, con la misura di 203 cm, e nei Campionati europei di atletica leggera indoor 2007, con la misura di 205 cm.
Nel 2007 ha fatto segnare la quarta prestazione di sempre nel pentathlon indoor, specialità nella quale conquista a sorpresa il suo primo (e unico) titolo mondiale a Valencia nel 2008
Il 23 agosto 2008 vince la medaglia d'oro ai Giochi olimpici di Pechino (unico oro belga di quell'edizione) saltando 205 cm, suo nuovo record outdoor, al primo salto, battendo la croata Blanka Vlašić, anch'essa 205 cm ma al secondo salto.
Il 5 dicembre 2008 annuncia il suo ritiro dall'attività agonistica. La decisione è stata presa con il presentarsi di una gravidanza, che le darà la primogenita Lotte.
Il 2 luglio 2010 ritorna alle competizioni, saltando 1,95 m al Meeting de Atletismo Madrid.. Arriva quinta ai campionati europei di Barcellona con 1,97 e si ferma, stavolta solo temporaneamente, per l'arrivo della seconda figlia Saartje, per poi tornare di nuovo alle gare.
Il 27 luglio 2012 è stata portabandiera per il Belgio alla cerimonia di apertura dei Giochi della XXX Olimpiade a Londra, dove pure chiude al quinto posto.

## Record nazionali

### Seniores
- Salto in alto: 2,05 m ( Pechino, 23 agosto 2008)
- Salto in alto indoor: 2,05 m ( Birmingham, 3 marzo 2007)
- Pentathlon indoor: 4 877 p. ( Gand, 11 febbraio 2007)

## Progressione

### Salto in alto
| Stagione | Misura | Luogo      | Data      | Rank. Mond. |
| -------- | ------ | ---------- | --------- | ----------- |
| 2010     | 1,97 m | Barcellona | 1-8-2010  | 10ª         |
| 2008     | 2,05 m | Pechino    | 23-8-2008 | 2ª          |
| 2007     | 1,98 m | Doha       | 11-5-2007 | 9ª          |
| 2006     | 2,03 m | Göteborg   | 11-8-2006 | 4ª          |
| 2005     | 1,93 m | Helsinki   | 8-8-2005  | 32ª         |
| 2005     | 1,93 m | Helsinki   | 6-8-2005  | 32ª         |
| 2004     | 1,95 m | Atene      | 26-8-2004 | 17ª         |
| 2004     | 1,95 m | Plovdiv    | 20-6-2004 | 17ª         |
| 2003     | 1,91 m | Götzis     | 31-5-2003 | 43ª         |
| 2002     | 1,85 m | Merksem    | 17-8-2002 | 105ª        |
| 2001     | 1,87 m | Kaunas     | 30-6-2001 | -           |
| 2000     | 1,89 m | Oordegem   | 11-6-2000 | 64ª         |

### Salto in alto indoor
| Stagione | Misura | Luogo      | Data      | Rank. Mond. |
| -------- | ------ | ---------- | --------- | ----------- |
| 2008     | 1,99 m | Valencia   | 7-3-2008  | 6ª          |
| 2007     | 2,05 m | Birmingham | 3-3-2007  | 1ª          |
| 2006     | 1,97 m | Tallinn    | 28-2-2006 | 8ª          |
| 2005     | 1,84 m | Liévin     | 20-2-2005 | 65ª         |
| 2004     | 1,94 m | Stoccolma  | 12-2-2004 | 19ª         |
| 2004     | 1,94 m | Zuidbroek  | 1-2-2004  | 19ª         |
| 2003     | 1,90 m | Gand       | 16-2-2003 | 37ª         |
| 2001     | 1,89 m | Gand       | 23-2-2001 | 32ª         |
| 1999     | 1,87 m | Wuppertal  | 6-2-1999  | 41ª         |

### Eptathlon
| Stagione | Punteggio | Luogo        | Data      | Rank. Mond. |
| -------- | --------- | ------------ | --------- | ----------- |
| 2006     | 6.201 p.  | Götzis       | 28-5-2006 | 18ª         |
| 2004     | 5.954 p.  | Götzis       | 30-5-2004 | 43ª         |
| 2003     | 6.019 p.  | Götzis       | 1-6-2003  | 28ª         |
| 2002     | 5.724 p.  | Izegem       | 14-7-2002 | 66ª         |
| 2001     | 5.268 p.  | Kaunas       | 1-7-2001  | -           |
| 2000     | 5.646 p.  | Herentals    | 27-8-2000 | -           |
| 1999     | 5.629 p.  | Maribor      | 30-5-1999 | -           |
| 1998     | 5.333 p.  | Bressanone   | 5-7-1998  | -           |
| 1997     | 5.197 p.  | Maribor      | 29-6-1997 | -           |
| 1996     | 5.104 p.  | Sint-Niklaas | 18-8-1996 | -           |
| 1995     | 5.118 p.  | Zwijndrecht  | 17-9-1995 | -           |

### Pentathlon
| Stagione | Punteggio | Luogo    | Data      | Rank. Mond. |
| -------- | --------- | -------- | --------- | ----------- |
| 2008     | 4.867 p.  | Valencia | 7-3-2008  | 1ª          |
| 2007     | 4.877 p.  | Gand     | 11-2-2007 | 3ª          |
| 2004     | 4.589 p.  | Aubière  | 21-2-2004 | 5ª          |
| 2003     | 4.398 p.  | Gand     | 9-3-2003  | 10ª         |
| 2002     | 4.193 p.  | Gand     | 3-2-2002  | 21ª         |
| 2001     | 4.436 p.  | Gand     | 25-2-2001 | 9ª          |
| 2000     | 4.087 p.  | Gand     | 13-3-2000 | 45ª         |
| 1999     | 4.268 p.  | Gand     | 17-2-1999 | 19ª         |

## Palmarès
| Anno | Manifestazione  | Sede       | Evento        | Risultato | Prestazione | Note                                                                               |
| ---- | --------------- | ---------- | ------------- | --------- | ----------- | ---------------------------------------------------------------------------------- |
| 2000 | Europei indoor  | Gand       | Pentathlon    | dnf       | dnf         |                                                                                    |
| 2001 | Mondiali        | Edmonton   | Eptathlon     | 14ª       | 5.680 p.    |                                                                                    |
| 2003 | Mondiali        | Parigi     | Eptathlon     | dnf       | dnf         |                                                                                    |
| 2004 | Mondiali indoor | Budapest   | Pentathlon    | 5ª        | 4.526 p.    |                                                                                    |
| 2004 | Giochi olimpici | Atene      | Salto in alto | 12ª       | 1,85 m      |                                                                                    |
| 2005 | Mondiali        | Helsinki   | Salto in alto | 6ª        | 1,93 m      | Miglior prestazione personale stagionale                                           |
| 2006 | Mondiali indoor | Mosca      | Salto in alto | 6ª        | 1,96 m      |                                                                                    |
| 2006 | Europei         | Göteborg   | Salto in alto | Oro       | 2,03 m      | Record dei campionati · Record nazionale                                           |
| 2007 | Europei indoor  | Birmingham | Salto in alto | Oro       | 2,05 m      | Miglior prestazione mondiale stagionale · Record dei campionati · Record nazionale |
| 2007 | Mondiali        | Osaka      | Salto in alto | 14ª       | 1,90 m      |                                                                                    |
| 2008 | Mondiali indoor | Valencia   | Pentathlon    | Oro       | 4.867 p.    | Miglior prestazione mondiale stagionale                                            |
| 2008 | Giochi olimpici | Pechino    | Salto in alto | Oro       | 2,05 m      | Record nazionale                                                                   |
| 2010 | Europei         | Barcellona | Salto in alto | 5ª        | 1,96 m      | Miglior prestazione personale stagionale                                           |
| 2012 | Mondiali indoor | Istanbul   | Salto in alto | 5ª        | 1,95 m      |                                                                                    |
| 2012 | Giochi olimpici | Londra     | Salto in alto | 4ª        | 1,97 m      | =                                                                                  |
| 2013 | Europei indoor  | Göteborg   | Salto in alto | 8ª        | 1,87 m      |                                                                                    |

## Altre competizioni internazionali
1995
- 9ª al Festival olimpico della gioventù europea ( Bath), salto in alto - 1,75 m

2006
- Oro al Memorial Van Damme ( Bruxelles), salto in alto - 1,98 m
- Oro all'Internationales Stadionfest ( Berlino), salto in alto - 2,00 m

2007
- Oro al Memorial Van Damme ( Bruxelles), salto in alto - 2,00 m

2010
- Argento al Meeting de Atletismo Madrid ( Madrid), salto in alto - 1,95 m

## Riconoscimenti
- Gouden Spike (2006, 2008)